# من آت وورك
من آت وورك هي فرقة روك روسية، أسست في عام 1978 في مدينة ملبورن، وقد اشتهرت بأغانيها ("Who Can It Be Now) و ("Down Under").
تأسست على يد كولين هاي (Colin Hay) الذي بقي عضوًا في الفرقة وقد كان مغنيًا وعازف غيتار، وذلك بعد العزف والغناء الثنائي مع رون ستركت (Ron Strykert) مابين عام 1978 وعام 1979، وقد شكل هاي مع ستركليت فريقًا ثنائيًا، حيث عزف هو على الغيتار وستركت على الطبول.